# Eunice aphroditois
Ver Bobbit
Espèce
Eunice aphroditois est une espèce de vers annélides polychètes marins de la famille des Eunicidae. C'est un ver géant, pouvant mesurer plusieurs mètres de long.

## Description
Le ver a un diamètre de 2,5 cm et mesure environ 1,20 m, mais certains individus peuvent atteindre près de 3 m.
Avec un corps robuste, long, multi-segmenté et annelé, ce ver est l'un des plus grands polychètes du monde : il peut atteindre environ 3 mètres de long, bien que la moyenne observée soit d'environ un mètre. Sa coloration va du brun-violet au rouge-brun.

## Habitat et répartition
Bien qu'on puisse trouver dans le monde entier des membres de cette famille de vers, en particulier dans les eaux chaudes, E. aphroditois se rencontre uniquement dans le bassin Indo-Pacifique.

## Écologie et comportement

### Reproduction
C'est une espèce gonochorique (les sexes sont séparés). Les mâles et les femelles libèrent leur gamètes directement dans l'eau où a lieu la fécondation. Il semblerait que cette espèce ne se reproduise plus quand elle dépasse une dizaine de centimètres de long, alors qu'elle peut pourtant atteindre 3 m.

### Mode d'alimentation
Cet organisme enterre son long corps sur le fond océanique composé de gravier, de boue ou de corail, et là il attend patiemment qu'un stimulus externe atteigne une de ses cinq antennes. Lorsque cela se produit, il utilise ses griffes acérées comme une arme d'attaque, en se projetant avec une vitesse suffisante sur sa proie, qui se trouve parfois coupée en deux par le milieu. Il est également couvert de soies urticantes dont le contact peut provoquer un engourdissement de la zone touchée chez l'homme.
En mars 2009, le Blue Reef Aquarium de Newquay en Cornouailles (Royaume-Uni), a découvert un ver Bobbit dans un de ses bassins. Les employés avaient constaté les dégâts causés par le ver, comme des poissons blessés ou qui avaient disparu et du corail coupé en deux, mais n'ont rien trouvé jusqu'à ce qu'ils se fussent mis à séparer un à un les blocs de coraux dans le bassin,.

## Origine du nom

### Origine du nom scientifique
Eunice : comme beaucoup de noms de genres de Polychètes, c'est un nom tiré de la mythologie gréco-latine. Il s'agit d'une gracieuse nymphe, une des Néréides, citée par Apollodore.
aphroditois :  encore un nom tiré de la mythologie. Aphrodite (ou Vénus chez les romains) est la déesse de l'amour. Comme pour le nom de genre, ce nom n'a aucun rapport avec les caractéristiques anatomiques ou physiologiques de l'animal.